# Francofolies
Die Francofolies sind ein Musikfestival, das 1985 erstmals in La Rochelle in der Region Nouvelle-Aquitaine in Frankreich stattfand. Es treten ausschließlich Künstler aus Frankreich oder französisch sprechenden Ländern auf. Seit 1989 finden die Francofolies auch in Montreal, Kanada, seit 1994 in Spa, Belgien, seit 2017 in Saint-Pierre, Réunion sowie Nouméa, Neukaledonien und seit 2018 auch in Esch, Luxemburg statt.

## Francofolies in La Rochelle

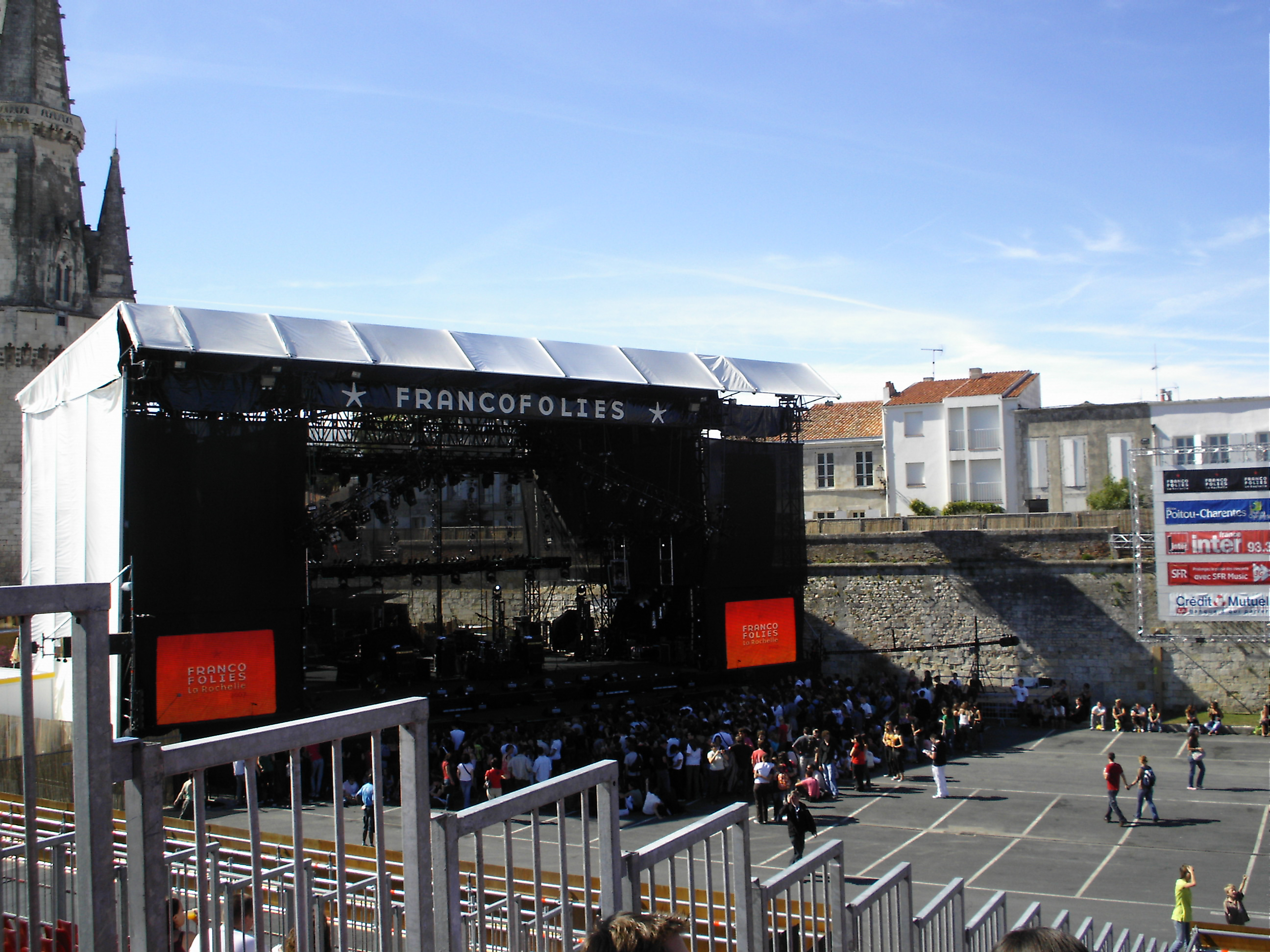
Francofolies, La Rochelle 2007

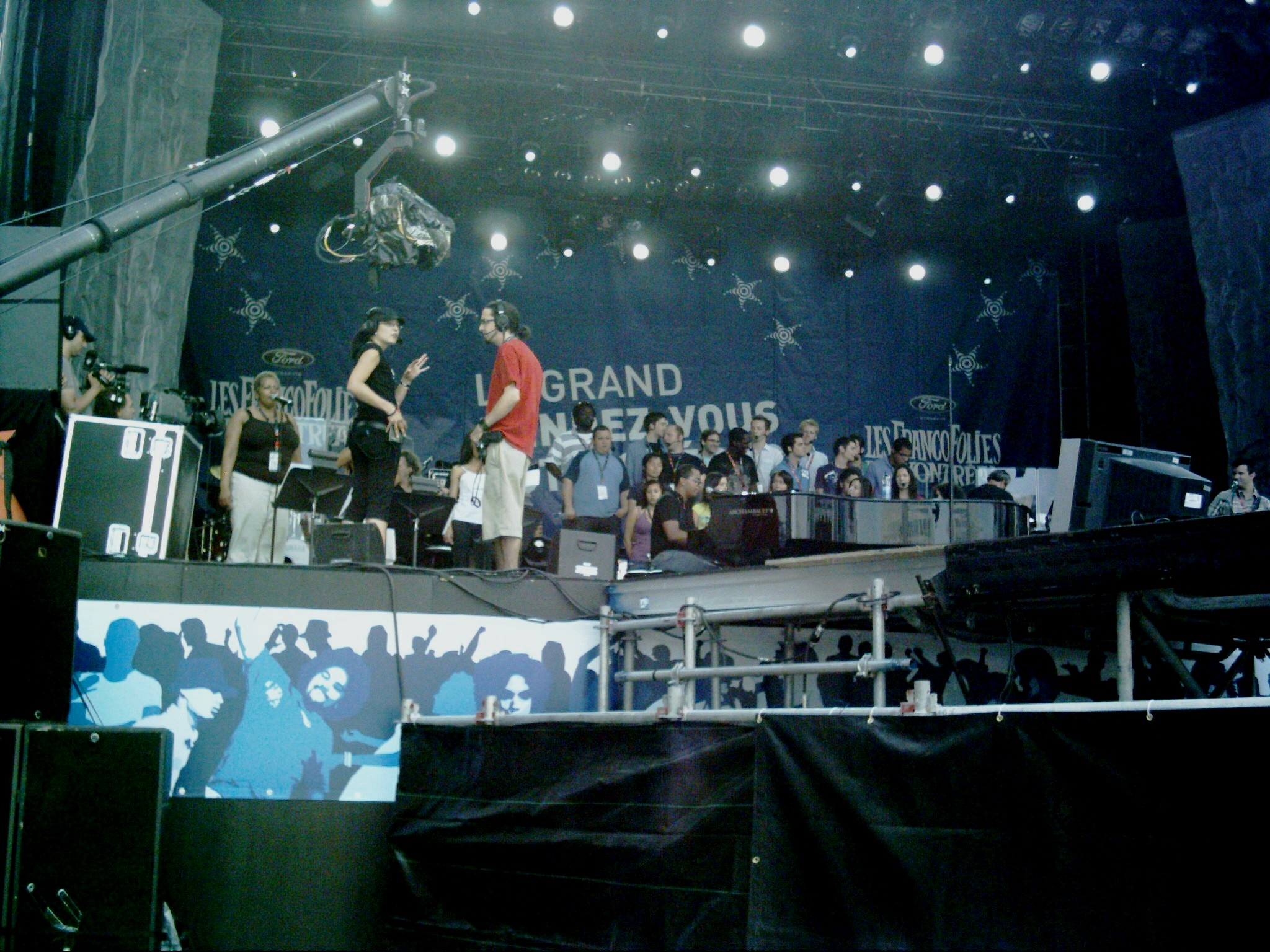
Francofolies, Montreal 2008

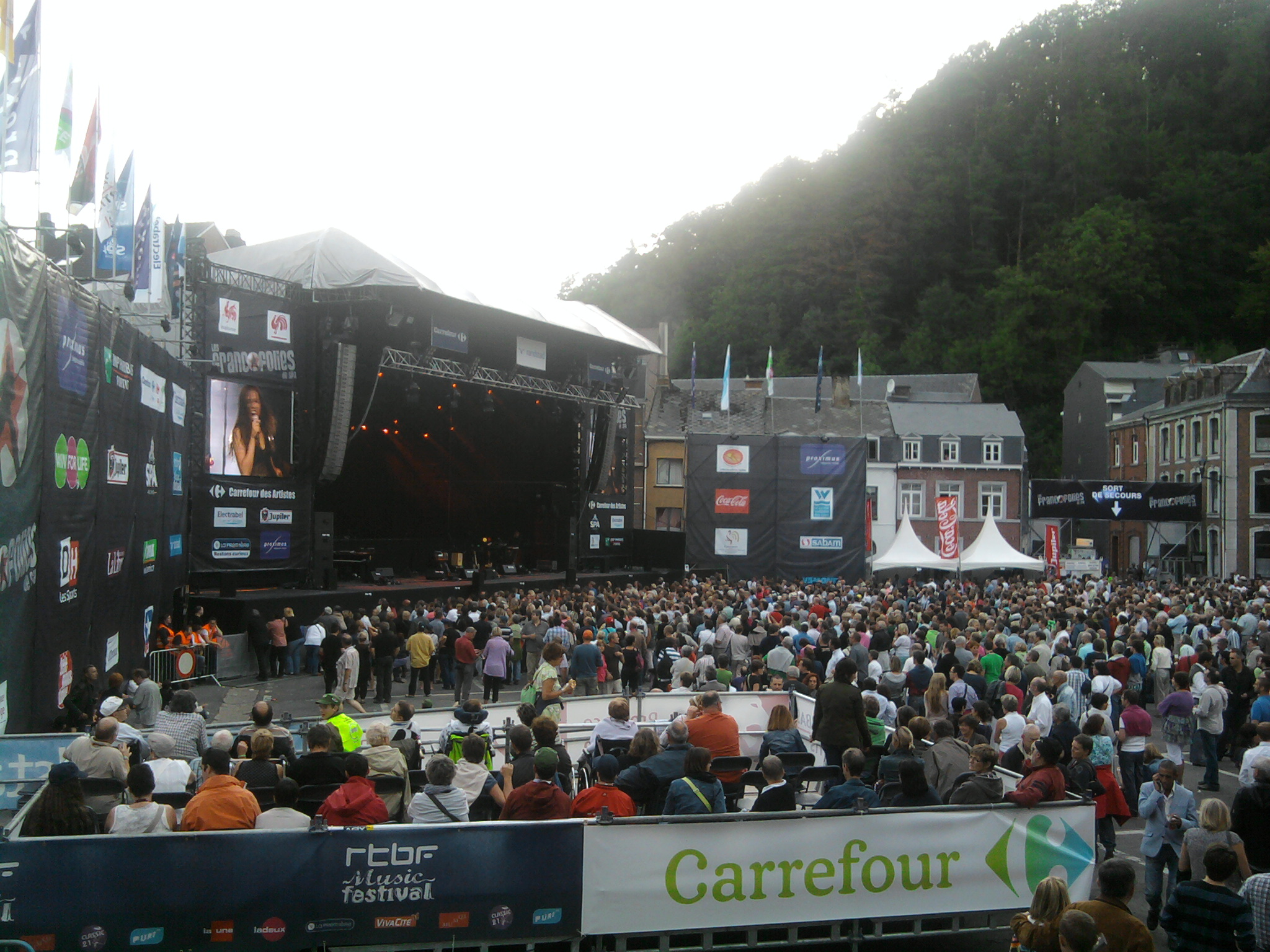
Francofolies, Spa 2010

Der französische Radiomoderator Jean-Louis Foulquier begründete die Francofolies im Jahr 1985. Die Francofolies in La Rochelle sind als Partnerschaft zwischen privaten und öffentlichen Investoren organisiert. Der Festivalname wird von einer privaten Kulturvereinigung getragen, unterstützt wird das Festival durch staatliche Zuschüsse und örtliche sowie internationale Sponsoren wie Coca-Cola und Reebok. Das Festival findet jedes Jahr im Juli im Hafen und im Stadtzentrum von La Rochelle statt und entwickelte sich zu einem wichtigen Faktor der lokalen Wirtschaft, der Umsatz betrug nach Angaben der Veranstalter aus dem Jahr 2002 rund 70 Millionen Francs. Im Jahr 1993 verzeichnete die Veranstaltung rund 90.000 Besucher, im Jahr 2002 rund 101.000 Besucher. Studenten stellen die größte Zielgruppe des Festivals dar mit einem Anteil von 35 % (Stand 2001). Im Jahr 2003 musste das Festival wegen eines Streiks der Bühnenarbeiter und -techniker (intermittents du spectacle) abgesagt werden, was nach Schätzungen der Veranstalter einen finanziellen Schaden in Höhe von 1,5 Millionen Euro bedeutete. Der Begründer des Festivals Jean-Louis Foulquier zog sich im Jahr 2004 zurück. Die Leitung des Festivals übernahm zunächst der bisherige künstlerische Berater Didier Varrod und im Winter des Jahres 2004 Joël Breton, 2005 wurde Gerard Pont von Morgane Production neuer Festivaldirektor. In den 2010er Jahren verzeichnete das Festival einen leichten Zuschauerrückgang, während 2011 noch rund 89.000 Besucher kamen, waren es 2012 rund 85.000. Im Jahr 2017 waren es wieder rund 90.000 zahlende Gäste im Saal und 150.000 Besucher insgesamt. 2019 erzielte der Veranstalter einen Umsatz von rund 6 Millionen Euro.

## Francofolies in Montreal
Die Francofolies in Montreal, die 1989 als Ableger des Originals von Alain Simard und Guy Latraverse begründet wurden, gelten mittlerweile als größtes Event für französischsprachige Musik in der Welt. Seit der 1996er Ausgabe wird der nach Félix Leclerc benannte Prix Félix-Leclerc  für junge Künstler der französischsprachigen Chanson-Szene im Rahmen der Francofolies in Montreal verliehen; die Gewinner erhalten die Möglichkeit zu einer Gastspielreise nach Paris. Das Ereignis findet jährlich an zehn Tagen Ende Juli statt, wobei ein Großteil der Konzerte ohne Eintritt in der Innenstadt von Montreal stattfindet und lediglich für die Konzerte etablierter Künstler Eintritt erhoben wird. Es nehmen über 1.000 Künstler teil, die Besucherzahlen stiegen Ende der 2000er Jahre auf bis zu 900.000 an. Das musikalische Spektrum umfasst Folk, Chanson, Hip-Hop, Popmusik und Weltmusik. Die zahlreichen kostenlosen Konzerte werden durch öffentliche Gelder und private Sponsoren wie Ford finanziert. Zum 15. Festivaljubiläum erschien 2003 bei EMI ein kostenloser Festival-Sampler. Außerdem gibt es mehrere berühmte Personen beim Fest.

## Francofolies in weiteren Ländern
Weitere Ableger der Francofolies gibt bzw. gab es in Bulgarien (1991), Belgien (seit 1994 in Spa), Argentinien und Chile (1995) sowie in Deutschland (1996 und 2003 in Berlin) und der Schweiz (1999 in Nendaz und 2003 in Genf). Die Francofolies im belgischen Spa konnten sich etablieren und werden seit 1994 regelmäßig abgehalten. Die zunächst für 2013 angekündigte Veranstaltung in Kinshasa wurde auf 2014 verschoben. Seit 2018 wird es auch in der luxemburgischen Stadt Esch veranstaltet.